# 2011年拉斐爾·納達爾網球賽季
2011年，納達爾的表現維持去年的水準，但是卻受到喬科維奇強力的挑戰，不過仍然摘下一座大滿貫單打錦標（法網）與在蒙地卡羅連續七年獲得冠軍。
澳洲公開賽進入八強後，纳达尔因膝傷以4–6、2–6、3–6直落三盤敗給同胞費雷爾。讓讓他的大滿貫賽連勝止步于25场，連奪四大滿貫之夢也告破碎。四月在蒙地卡羅大師賽奪冠，成為網球公開賽年代以來在同一項賽事中，首位連續七年贏得冠軍的選手。後於巴塞羅那奪冠，並達成職業生涯第500勝，成為繼比约恩·博里後第二年輕達成500勝的選手，儘管先後在印地安泉、邁阿密、馬德里、羅馬四項大師賽打進決賽，不過四戰卻敗給狀況銳不可擋的喬科維奇，法國公開賽，首輪苦戰美國球手伊斯內爾，以6-4、6-72、6-72、6-2、6-4勝出，亦是參賽法網以來首度遭遇五盤大戰。進入決賽後，以7–5、7–63、5–7、6–1擊敗費德勒，衛冕成功，拿下第六座冠軍與第十座大滿貫，這也宣告他與博里共同享有在公開賽年代以來，最多法國公開賽冠軍的紀錄。溫布頓錦標賽他第五度進入決賽後，以4–6、1–6、6–1、3–6敗給喬科維奇。不但宣告衛冕失敗，世界第一位置更被後者所取代。美國公開賽第二度闖入決賽後，以2–6、4–6、7–63、1–6負於喬科維奇。年終ATP世界巡迴總決賽，他在小組巡迴賽以1勝2負的成績遭到淘汰出局。
1月，穆巴達拉錦標賽，首戰以6-4, 6-4直落兩盤擊敗貝迪治，而連續三年進入決賽，他再度與費德勒交手，以7-64, 7-63獲勝。
澳網前的熱身賽，卡達艾森美孚公開賽，納達爾由於感冒的原因，他與前三場比賽的對手，打得十分掙扎，第一輪以6-3, 6-0擊敗貝克，第二輪以7-64, 0-6, 6-3擊敗拉科，八強以7-64, 6-3擊敗古爾比斯，四強則被狀態回復的達維登科以6-3, 6-2直落二盤淘汰出局。另外雙打賽事，他與同胞洛佩斯合作，以6-3, 7-64直落二盤擊敗義大利組合丹尼爾·布拉希亞利與安德烈亞斯·塞皮，奪得生涯第七座雙打冠軍。
澳洲網球公開賽，納達爾第一輪的對手是丹尼爾，連下11局後，對手因膝傷宣布退賽，以6-0, 5-0晉級，第二輪的對手是史維廷，以6-2, 6-1, 6-1直落三盤晉級，第三輪的對手是貝納德·托米奇，以6-2, 7-5, 6-3直落三盤獲勝。八強戰時遭遇同國籍好手大衛·費雷爾, 因傷以4-6, 2-6, 3-6連丟三盤飲恨淘汰，終止了其大滿貫賽25連勝及連奪四大滿貫夢碎。
3月，印第安維爾斯大師賽，決賽納達爾在領先一盤下遭祖高域以6-4, 2-6, 3-6 逆轉，屈居亞軍。
邁阿密大師賽，納達爾準決賽以6-3, 6-2 直落兩盤擊敗費德勒，首次背靠背晉身北美春季硬地決賽，但決賽再遭祖高域以6-4, 3-6, 64-7逆轉，再次屈居亞軍。
4月, 蒙地卡羅大師賽，納達爾於準決賽遭遇英國選手安迪·穆雷，以6-4, 2-6, 6-1 苦戰三小時勝出，決賽以6-4, 7-5 擊敗同胞費雷爾，打破近六個月錦標荒，並於蒙地卡羅完成七連冠壯舉。
巴塞羅那網球公開賽，納達爾準決賽以6-3, 6-2 擊敗克羅地亞黑馬伊萬·多迪格，取得職業生涯第500場勝利，以24歲10個月之齡成為繼比约恩·博里後第二年輕達成500勝的選手。決賽以6-2, 6-4 再度擊敗費雷爾，七年內第六次贏得該項賽事冠軍。
納達爾下一場賽事為馬德里大師賽。